# برونو فيليكس
برونو فيليكس (بالهولندية: Bruno Felix)‏ هو مخرج هولندي، ولد في 8 أغسطس 1967 في هارلم في هولندا.

## وصلات خارجية
- برونو فيليكس على موقع IMDb (الإنجليزية)
- برونو فيليكس على موقع ألو سيني (الفرنسية)
- برونو فيليكس على موقع أول موفي (الإنجليزية)
- برونو فيليكس على موقع قاعدة بيانات الفيلم (الإنجليزية)
- برونو فيليكس على موقع كينوبويسك (الروسية)